# Talbott Point
Der Talbott Point ist eine Landspitze, die den nördlichen Ausläufer von DuBois Island im Archipel der Biscoe-Inseln vor der Westküste der Antarktischen Halbinsel bildet.
Luftaufnahmen, die zwischen 1956 und 1957 bei der Falkland Islands and Dependencies Aerial Survey Expedition entstanden, dienten ihrer Kartierung. Das UK Antarctic Place-Names Committee benannte sie nach dem US-amerikanischen Physiologen John Harold Talbott (1902–1990), der die Auswirkungen klimatischer Veränderungen auf den menschlichen Körper untersucht hatte.